# Bürgerschaftswahl in Hamburg 2020
- Linke: 13
- SPD: 54
- Grüne: 33
- FDP: 1
- CDU: 15
- AfD: 7

- Regierung: 87
- Opposition: 36

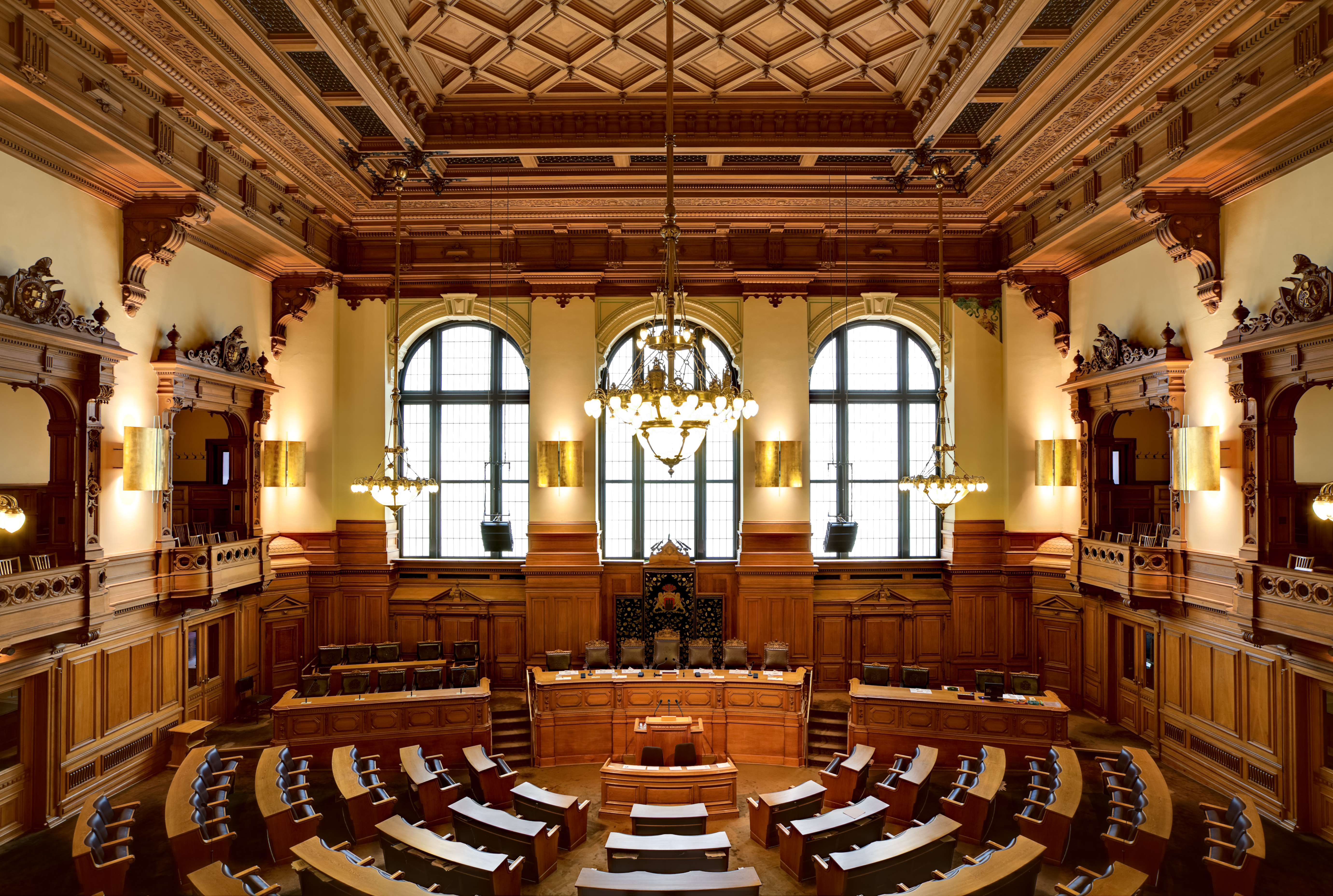
Plenarsaal der Hamburgischen Bürgerschaft

Die Wahl zur 22. Hamburgischen Bürgerschaft fand am 23. Februar 2020 statt.
Die amtierende rot-grüne Regierungskoalition gewann insgesamt an Zustimmung und hatte erstmals eine Zweidrittelmehrheit. Die SPD blieb stärkste Kraft, verlor jedoch vier Sitze in der Bürgerschaft, während der bisherige Regierungspartner Bündnis 90/Die Grünen die Anzahl seiner Mandate von 15 auf 33 erhöhte.
Die CDU verlor rund ein Drittel ihres Stimmenanteils und musste mit 11,2 % ihr zweitschlechtestes Ergebnis bei einer Landtagswahl seit Parteigründung hinnehmen. Auch verpasste ihr Spitzenkandidat, der CDU-Bundestagsabgeordnete Marcus Weinberg, seinen Einzug in die Bürgerschaft, da 15 CDU-Direktmandate in den Wahlkreisen gewonnen wurden und der Partei – nach Landesstimmen – insgesamt nur 15 Sitze zustehen.
Die Linke gewann leicht hinzu, die AfD verlor mit 0,8 Prozentpunkten erstmals seit ihrer Gründung 2013 im Vergleich zu einer vorangegangenen überregionalen Wahl, erreichte aber mit 5,3 % erneut die Bürgerschaft.
Auch die FDP verlor ein Drittel ihres Stimmenanteils und scheiterte mit 4,97 % knapp an der Fünfprozenthürde. Trotzdem war die FDP – bis zum Austritt ihrer Spitzenkandidatin Anna-Elisabeth von Treuenfels-Frowein im Juli 2024 – mit einem Sitz in der 22. Bürgerschaft vertreten, da sie eines der Mandate im Wahlkreis Blankenese gewann.

## Wahlrecht
Die in der Regel 121 Bürgerschaftsabgeordneten werden nach dem seit 2013 geltenden Wahlrecht gewählt. 71 Mandate werden direkt in den 17 Mehrmandatswahlkreisen (3–5 Sitze) über offene Wahlkreislisten, die restlichen 50 über offene Landeslisten vergeben.
Jeder Wähler hat insgesamt zehn Stimmen, fünf Wahlkreisstimmen für die Direktkandidaten im Wahlkreis und fünf Landesstimmen für Kandidaten auf den Landeslisten oder für Landeslisten in ihrer Gesamtheit. Die fünf Stimmen können bei einer Person (oder Partei bei Landesliste) angehäuft (Kumulieren) oder beliebig verteilt (Panaschieren) werden. Passiv wahlberechtigt, also wählbar, ist jeder, der das 18. Lebensjahr vollendet hat und zur Wahl zugelassen ist.

## Ausgangslage

### Vorherige Wahl 2015
Die SPD wurde 2015 mit über 45 Prozent mit sehr großem Abstand vor der CDU (15,9 Prozent) stärkste Partei, verlor aber ihre absolute Mehrheit in der Bürgerschaft. Die Grünen erreichten 12,3, die Linke 8,5, die FDP 7,4 und die AfD 6,1 Prozent. Letztere Partei zog erstmals in die Bürgerschaft ein. Die Wahlbeteiligung betrug 56,1 Prozent.
Die SPD bildete nach der Wahl mit den Grünen eine Regierungskoalition, welche 73 der 121 Sitze in der Bürgerschaft innehatte. Olaf Scholz blieb damit Erster Bürgermeister von Hamburg.
Ende März 2018 wurde Peter Tschentscher (SPD) zum neuen ersten Bürgermeister gewählt, da Olaf Scholz Finanzminister und Vizekanzler auf Bundesebene wurde.
Der Erste Bürgermeister Tschentscher zog abschließend eine positive Bilanz für seinen Senat. Vor allem betonte er die Fortschritte im Bereich des Klimaschutzes, hier hat der Senat einen Klimaschutzplan aufgestellt, welcher bis zum Jahr 2050 die Stadt Hamburg klimaneutral machen soll. Dieser Klimaplan konnte allerdings nicht mehr vom Senat in geltendes Recht umgesetzt werden, da die notwendige Information der Europäischen Kommission nicht rechtzeitig erfolgte. Darüber hinaus wird die SPD in Hamburg von einem Korruptionsskandal diverser SPD-Mitglieder in der städtischen Verwaltung belastet. Sie sollen für ein Rolling-Stones-Konzert hunderte Karten erhalten haben und im Gegenzug die Nutzungsgebühren für den Veranstalter gesenkt haben.

### Bürgerschafts-Fraktionen vor der Wahl
| Fraktion / Landesverband | Fraktion / Landesverband                    | Kurz- bezeichnung | Sitze |
| ------------------------ | ------------------------------------------- | ----------------- | ----- |
|                          | Sozialdemokratische Partei Deutschlands     | SPD               | 59    |
|                          | Christlich Demokratische Union Deutschlands | CDU               | 20    |
|                          | Bündnis 90/Die Grünen                       | GRÜNE             | 14    |
|                          | DIE LINKE                                   | DIE LINKE         | 10    |
|                          | Freie Demokratische Partei                  | FDP               | 09    |
|                          | Alternative für Deutschland                 | AfD               | 06    |
|                          | fraktionslos                                | fraktionslos      | 03    |

## Kandidaturen
Landeslisten (Parteien und Wählervereinigungen) konnten bis zum 17. Dezember 2019, 16 Uhr beim Landeswahlamt eingereicht werden. Parteien oder Wählergruppen, die nicht seit der jeweils letzten Wahl im Bundestag oder in einem Landtag vertreten waren, mussten zur Zulassung 1000 Unterstützungsunterschriften für die Landesliste sowie je 100 Unterstützungsunterschriften pro Wahlkreisliste vorlegen. Vereinigungen, deren Parteieigenschaft nicht bei der letzten Bundestagswahl festgestellt war, mussten zudem ihre Beteiligung bis zum 25. November 2019 beim Landeswahlleiter anzeigen.
Folgende 15 Parteien traten mit einer Landesliste an:
| Partei                                                                                        | Kürzel                   | Spitzenkandidat                       | Kandidaten Landesliste | Wahlkreislisten |
| --------------------------------------------------------------------------------------------- | ------------------------ | ------------------------------------- | ---------------------- | --------------- |
| Sozialdemokratische Partei Deutschlands                                                       | SPD                      | Peter Tschentscher                    | 60                     | 17              |
| Christlich Demokratische Union Deutschlands                                                   | CDU                      | Marcus Weinberg                       | 60                     | 17              |
| Bündnis 90/Die Grünen                                                                         | GRÜNE                    | Katharina Fegebank                    | 60                     | 17              |
| Die Linke                                                                                     | DIE LINKE                | Cansu Özdemir                         | 23                     | 17              |
| Freie Demokratische Partei                                                                    | FDP                      | Anna-Elisabeth von Treuenfels-Frowein | 60                     | 17              |
| Alternative für Deutschland                                                                   | AfD                      | Dirk Nockemann                        | 20                     | 17              |
| Piratenpartei Deutschland                                                                     | PIRATEN                  | Stephanie Böhning                     | 08                     | 04              |
| Partei für Arbeit, Rechtsstaat, Tierschutz, Elitenförderung und basisdemokratische Initiative | Die PARTEI               | Katharina Luise Lotti Denker          | 05                     | 0–              |
| Ökologisch-Demokratische Partei                                                               | ÖDP                      | Volker Behrendt                       | 05                     | 06              |
| Freie Wähler                                                                                  | FREIE WÄHLER             | Katrin Kuntze                         | 14                     | 05              |
| Volt Deutschland Landesverband Hamburg                                                        | Volt Hamburg             | Mira Alexander                        | 13                     | 03              |
| Partei der Humanisten                                                                         | Die Humanisten           | Michael Brandt                        | 07                     | 0–              |
| Partei Mensch Umwelt Tierschutz                                                               | Tierschutzpartei         | Patricia Schröter Morales             | 05                     | 0–              |
| Partei für Gesundheitsforschung                                                               | Gesundheitsforschung     | Ruth Kopelke                          | 05                     | 0–              |
| Aktion Partei für Tierschutz                                                                  | TIERSCHUTZ hier! Hamburg | Maike Drewes                          | 03                     | 0–              |

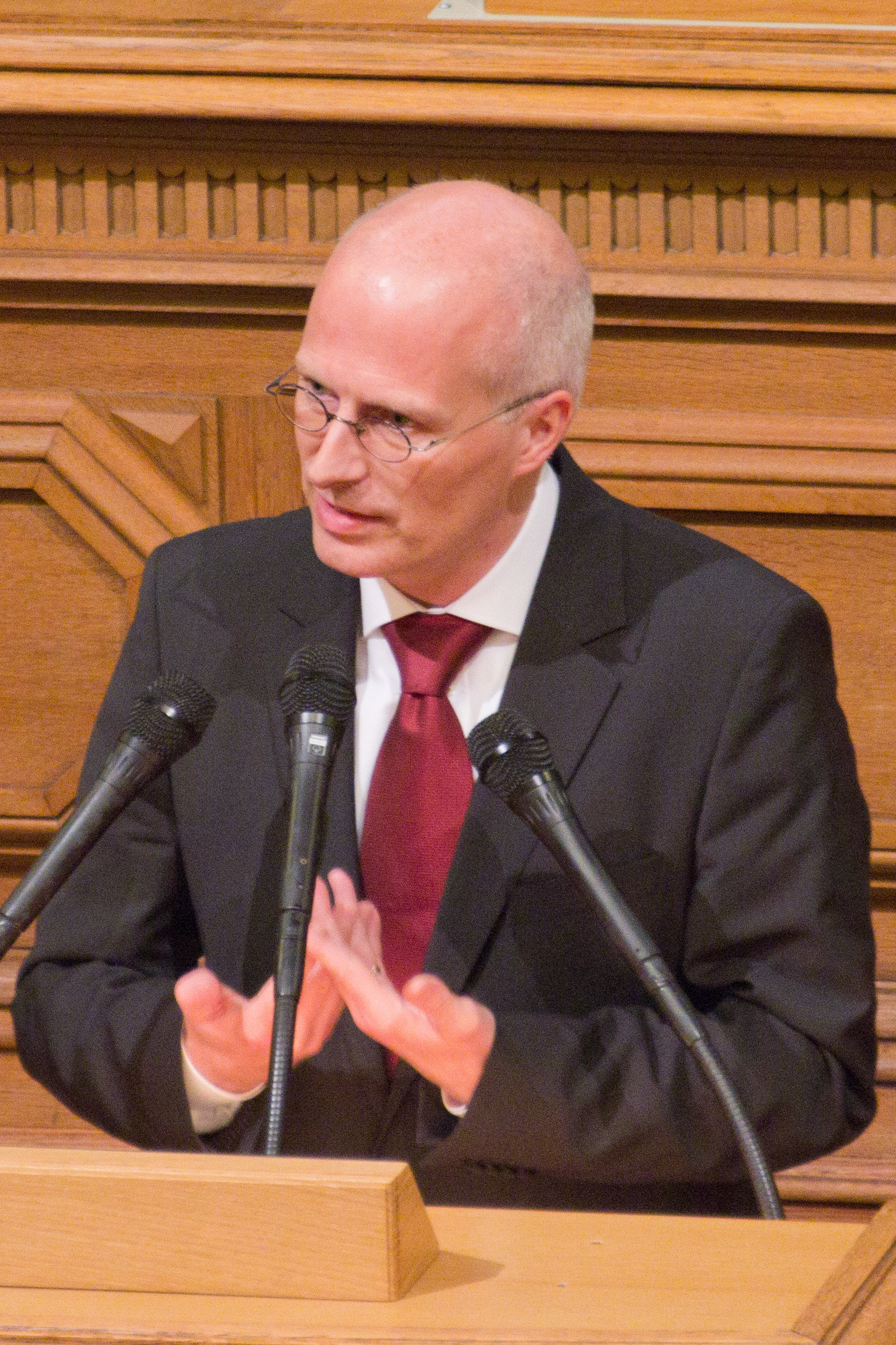
Peter Tschentscher (SPD)
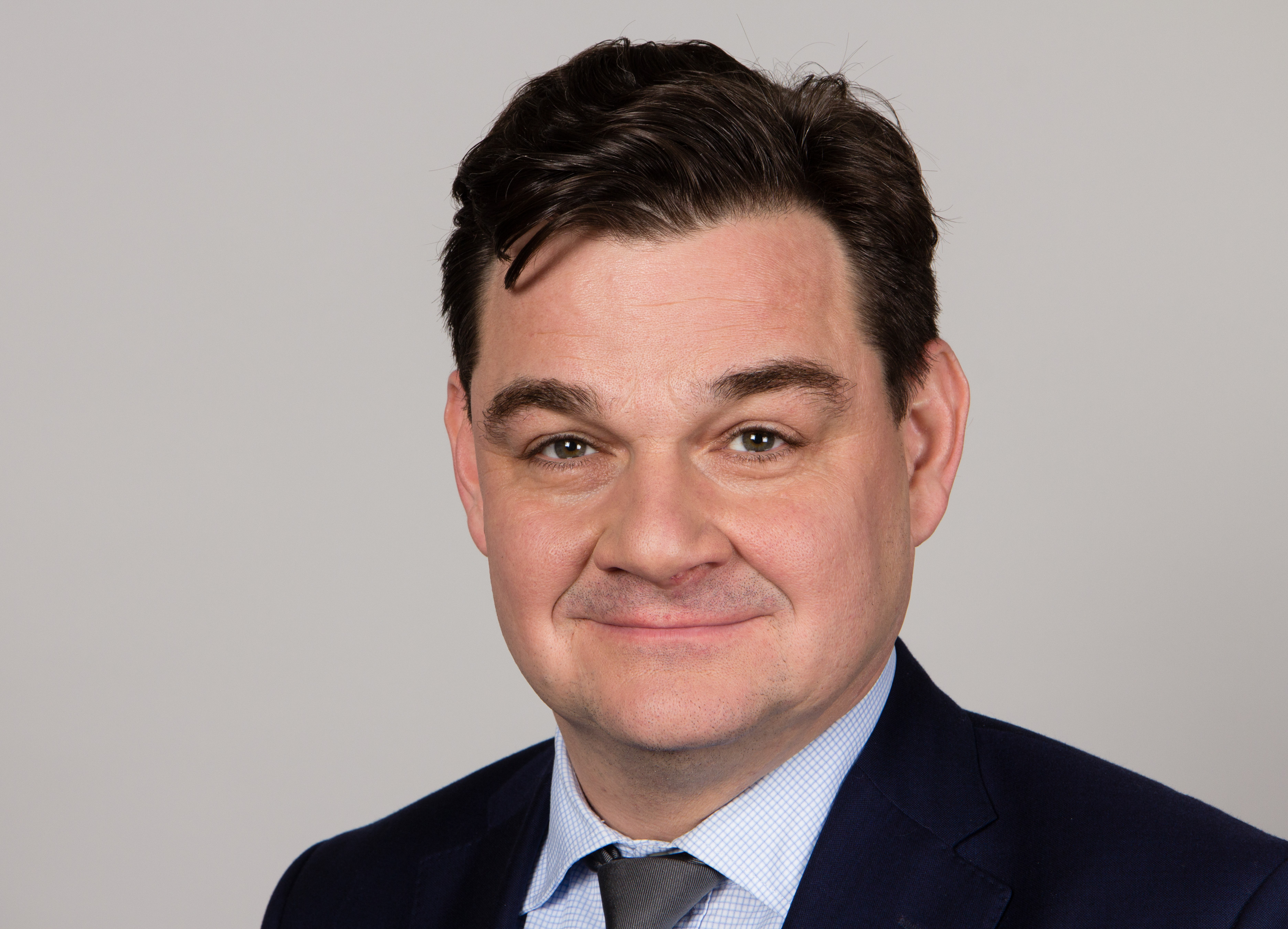
Marcus Weinberg (CDU)
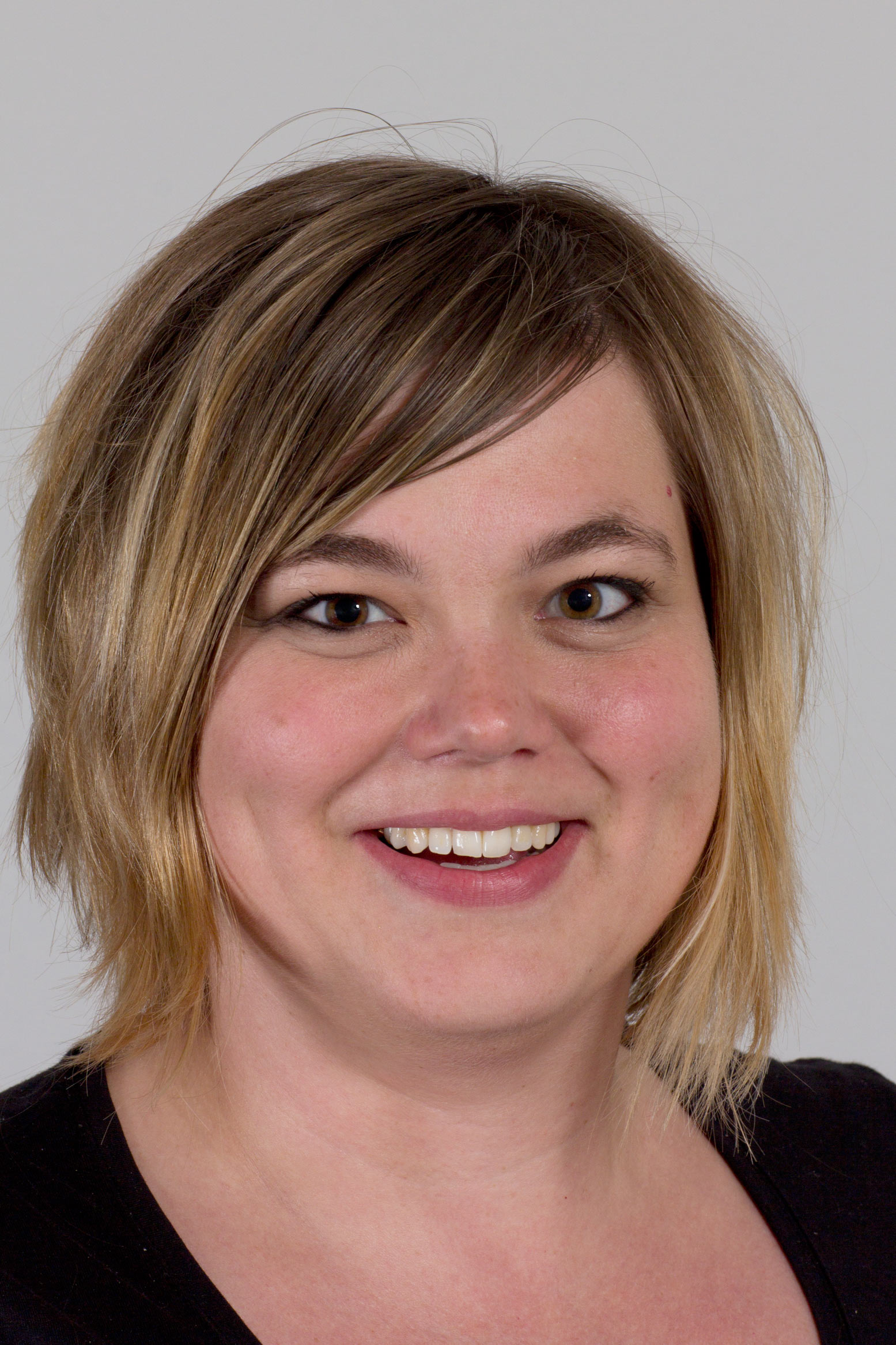
Katharina Fegebank (Grüne)
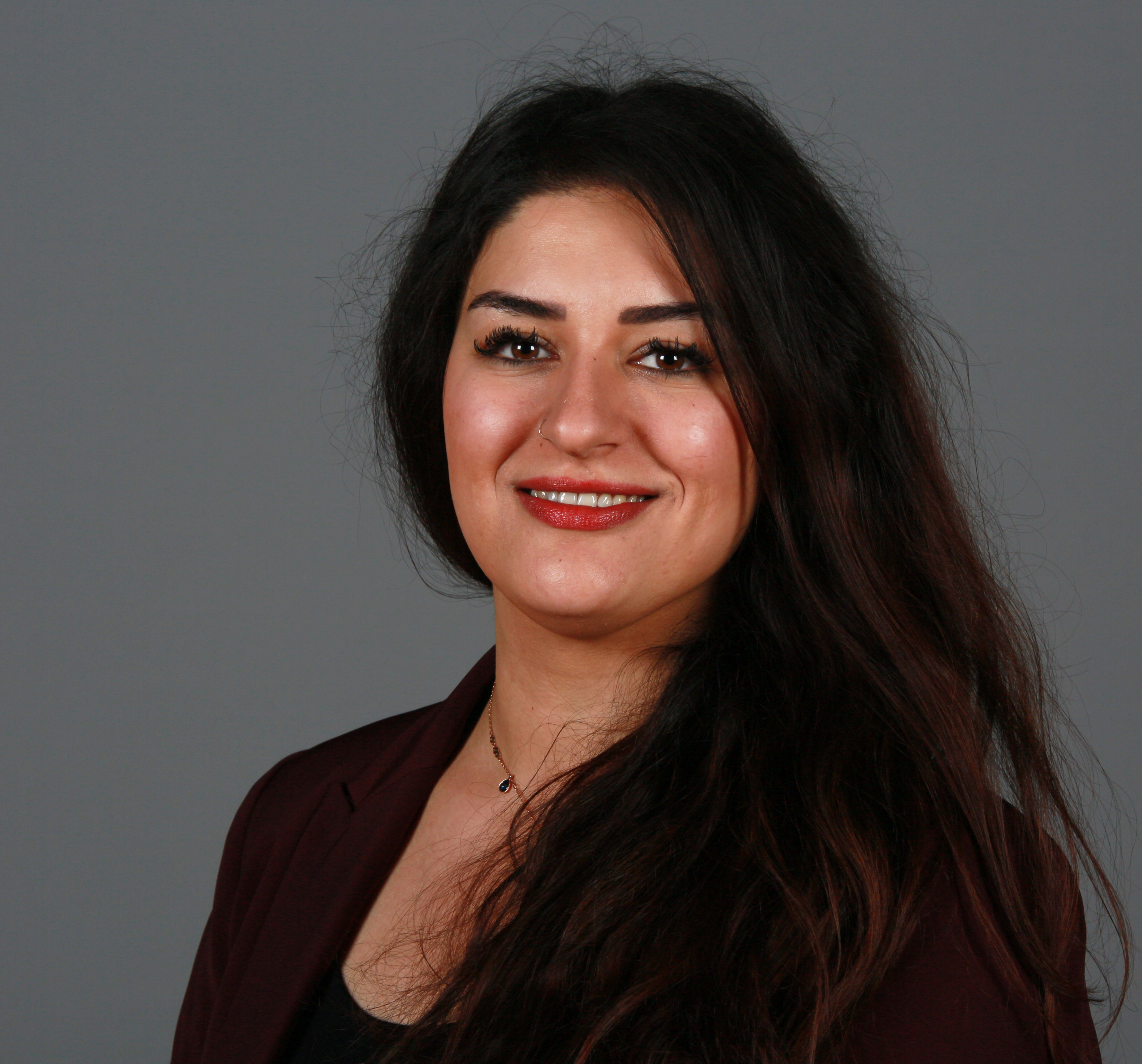
Cansu Özdemir (Linke)
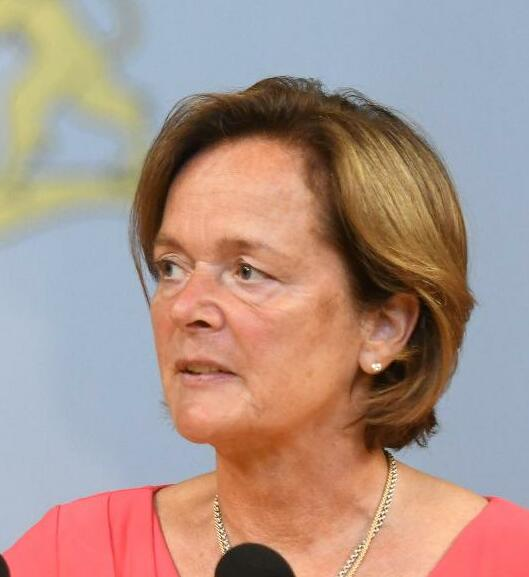
Anna-Elisabeth von Treuenfels-Frowein (FDP)

## Aspekte rund um die Wahl

### Themen
Nach einer repräsentativen Umfrage von Infratest dimap waren die wichtigsten Wahlthemen Mobilität und Wohnen/Mieten. 39 bzw. 33 Prozent der Umfrage-Teilnehmer von Anfang Januar 2020 sahen diese Themen als wichtiges Problem an, gefolgt von den Thematiken Bildung (19 %) und Umweltschutz (18 %). Eine untergeordnete Rolle spielten die Themen Migration (12 %), Armut (10 %) und Innere Sicherheit, Gesundheit, Wirtschaft, Arbeitslosigkeit, Familienpolitik (je unter 7 %).

### Koalitionsaussagen
SPD und Grüne strebten grundsätzlich eine Fortführung der rot-grünen Regierung an. SPD-Spitzenkandidat Peter Tschentscher sah „rot-grün als naheliegende Option“, die SPD betreibe aber keine „Ausschließeritis“ etwa in Bezug auf eine Koalition mit CDU oder FDP. Die Grünen-Spitzenkandidatin Katharina Fegebank kündigte im Fall einer neuerlichen rot-grünen Regierung „deutlich mehr grün in der Koalition“ an, als dies bisher der Fall gewesen sei. Die Linke wollte kein Teil einer Regierung werden. Eine Zusammenarbeit mit der AfD wurde von allen anderen Parteien ausgeschlossen.

### Wahlberechtigte
Zur Bürgerschaftswahl am 23. Februar 2020 waren 1.316.575 Menschen Wahlberechtigte – rund 20.000 mehr als 2015 – aufgerufen, ihre Stimmen abzugeben, d. h. alle Personen mit deutscher Staatsangehörigkeit, die das 16. Lebensjahr vollendet und zum Stichtag seit mindestens drei Monaten ihren (Haupt-)Wohnsitz in Hamburg hatten.

### Briefwahl
304.684 Hamburger beantragten Briefwahlunterlagen, was 23,1 Prozent der Wahlberechtigten entsprach. Dies bedeutete einen Anstieg um 60.554 Personen bzw. 4,4 Prozentpunkte im Vergleich zur Bürgerschaftswahl 2015.

### Verlauf

Umfragewerte von der Wahl 2015 bis zur Wahl 2020

## Umfragen

### Letzte Umfragen vor der Wahl
| Institut                | Datum      | SPD    | CDU    | Grüne  | Linke | FDP   | AfD   | Sonst. |
| ----------------------- | ---------- | ------ | ------ | ------ | ----- | ----- | ----- | ------ |
| Forschungsgruppe Wahlen | 20.02.2020 | 39 %   | 12 %   | 24 %   | 8,5 % | 5 %   | 6 %   | 5,5 %  |
| Universität Hamburg     | 20.02.2020 | 34 %   | 12 %   | 32 %   | 7 %   | 6 %   | 5 %   | 5 %    |
| INSA                    | 18.02.2020 | 38 %   | 13 %   | 23 %   | 8 %   | 5 %   | 7 %   | 6 %    |
| Forschungsgruppe Wahlen | 14.02.2020 | 37 %   | 13 %   | 25 %   | 8 %   | 4,5 % | 7 %   | 5,5 %  |
| Infratest dimap         | 13.02.2020 | 38 %   | 14 %   | 23 %   | 8 %   | 5 %   | 6 %   | 6 %    |
| Trend Research Hamburg  | 10.02.2020 | 33 %   | 14 %   | 24 %   | 10 %  | 7 %   | 7 %   | 5 %    |
| Infratest dimap         | 06.02.2020 | 34 %   | 14 %   | 27 %   | 8 %   | 5 %   | 7 %   | 5 %    |
| Bürgerschaftswahl 2015  | 15.02.2015 | 45,6 % | 15,9 % | 12,3 % | 8,5 % | 7,4 % | 6,1 % | 4,2 %  |

### Ältere Umfragen
| \| Institut \| Datum \| SPD \| CDU \| Grüne \| Linke \| FDP \| AfD \| Sonst. \| \| -------------------------- \| ---------- \| ------ \| ------ \| ------ \| ----- \| ----- \| ----- \| ------ \| \| Infratest dimap[25] \| 23.01.2020 \| 32 % \| 16 % \| 27 % \| 8 % \| 6 % \| 7 % \| 4 % \| \| Infratest dimap[25] \| 09.01.2020 \| 29 % \| 15 % \| 29 % \| 9 % \| 7 % \| 7 % \| 4 % \| \| Trend Research Hamburg[25] \| 09.01.2020 \| 32 % \| 13 % \| 23 % \| 13 % \| 8 % \| 8 % \| 4 % \| \| Forsa[25] \| 06.01.2020 \| 29 % \| 16 % \| 26 % \| 10 % \| 7 % \| 7 % \| 5 % \| \| Infratest dimap[25] \| 17.12.2019 \| 28 % \| 17 % \| 26 % \| 11 % \| 6 % \| 7 % \| 5 % \| \| Trend Research Hamburg[25] \| 18.11.2019 \| 32 % \| 13 % \| 23 % \| 12 % \| 7 % \| 8 % \| 4 % \| \| INSA[25] \| 12.11.2019 \| 25 % \| 17 % \| 26 % \| 12 % \| 8 % \| 8 % \| 4 % \| \| Trend Research Hamburg[25] \| 17.09.2019 \| 28 % \| 14 % \| 28 % \| 11 % \| 6 % \| 9 % \| 4 % \| \| policy matters[25] \| 29.05.2019 \| 30 % \| 16 % \| 22 % \| 11 % \| 9 % \| 10 % \| 2 % \| \| Universität Hamburg[25] \| 20.03.2019 \| 35 % \| 15 % \| 29 % \| 9 % \| 6 % \| 4 % \| 3 % \| \| Infratest dimap[25] \| 25.02.2019 \| 31 % \| 17 % \| 22 % \| 10 % \| 8 % \| 8 % \| 4 % \| \| Forsa[25] \| 07.01.2019 \| 30 % \| 14 % \| 24 % \| 11 % \| 9 % \| 7 % \| 5 % \| \| Forsa[25] \| 16.04.2018 \| 36 % \| 16 % \| 18 % \| 12 % \| 7 % \| 7 % \| 4 % \| \| policy matters[25] \| 07.03.2018 \| 28 % \| 22 % \| 15 % \| 14 % \| 8 % \| 10 % \| 3 % \| \| Universität Hamburg[25] \| 24.11.2016 \| 48 % \| 18 % \| 16 % \| 8 % \| 5 % \| 4 % \| 2 % \| \| Infratest dimap[25] \| 07.04.2016 \| 39 % \| 18 % \| 15 % \| 11 % \| 6 % \| 8 % \| 4 % \| \| Trend Research Hamburg[25] \| 21.01.2016 \| 37 % \| 14 % \| 13 % \| 10 % \| 8 % \| 13 % \| 5 % \| \| Bürgerschaftswahl 2015 \| 15.02.2015 \| 45,6 % \| 15,9 % \| 12,3 % \| 8,5 % \| 7,4 % \| 6,1 % \| 4,2 % \| |            |        |        |        |       |       |       |        |
| Institut | Datum      | SPD    | CDU    | Grüne  | Linke | FDP   | AfD   | Sonst. |
| Infratest dimap | 23.01.2020 | 32 %   | 16 %   | 27 %   | 8 %   | 6 %   | 7 %   | 4 %    |
| Infratest dimap | 09.01.2020 | 29 %   | 15 %   | 29 %   | 9 %   | 7 %   | 7 %   | 4 %    |
| Trend Research Hamburg | 09.01.2020 | 32 %   | 13 %   | 23 %   | 13 %  | 8 %   | 8 %   | 4 %    |
| Forsa | 06.01.2020 | 29 %   | 16 %   | 26 %   | 10 %  | 7 %   | 7 %   | 5 %    |
| Infratest dimap | 17.12.2019 | 28 %   | 17 %   | 26 %   | 11 %  | 6 %   | 7 %   | 5 %    |
| Trend Research Hamburg | 18.11.2019 | 32 %   | 13 %   | 23 %   | 12 %  | 7 %   | 8 %   | 4 %    |
| INSA | 12.11.2019 | 25 %   | 17 %   | 26 %   | 12 %  | 8 %   | 8 %   | 4 %    |
| Trend Research Hamburg | 17.09.2019 | 28 %   | 14 %   | 28 %   | 11 %  | 6 %   | 9 %   | 4 %    |
| policy matters | 29.05.2019 | 30 %   | 16 %   | 22 %   | 11 %  | 9 %   | 10 %  | 2 %    |
| Universität Hamburg | 20.03.2019 | 35 %   | 15 %   | 29 %   | 9 %   | 6 %   | 4 %   | 3 %    |
| Infratest dimap | 25.02.2019 | 31 %   | 17 %   | 22 %   | 10 %  | 8 %   | 8 %   | 4 %    |
| Forsa | 07.01.2019 | 30 %   | 14 %   | 24 %   | 11 %  | 9 %   | 7 %   | 5 %    |
| Forsa | 16.04.2018 | 36 %   | 16 %   | 18 %   | 12 %  | 7 %   | 7 %   | 4 %    |
| policy matters | 07.03.2018 | 28 %   | 22 %   | 15 %   | 14 %  | 8 %   | 10 %  | 3 %    |
| Universität Hamburg | 24.11.2016 | 48 %   | 18 %   | 16 %   | 8 %   | 5 %   | 4 %   | 2 %    |
| Infratest dimap | 07.04.2016 | 39 %   | 18 %   | 15 %   | 11 %  | 6 %   | 8 %   | 4 %    |
| Trend Research Hamburg | 21.01.2016 | 37 %   | 14 %   | 13 %   | 10 %  | 8 %   | 13 %  | 5 %    |
| Bürgerschaftswahl 2015 | 15.02.2015 | 45,6 % | 15,9 % | 12,3 % | 8,5 % | 7,4 % | 6,1 % | 4,2 %  |

### Prognosen zu Mandaten über Wahlkreisstimme
| Institut               | Datum      | Direktmandate | SPD | CDU | Grüne | Linke | FDP | AfD |
| ---------------------- | ---------- | ------------- | --- | --- | ----- | ----- | --- | --- |
| election.de            | 21.02.2020 | 71            | 28  | 18  | 19    | 4     | 1   | 1   |
| election.de            | 13.02.2020 | 71            | 27  | 18  | 20    | 4     | 1   | 1   |
| election.de            | 05.02.2020 | 71            | 26  | 18  | 21    | 5     | 1   | —   |
| Bürgerschaftswahl 2015 | 15.02.2015 | 71            | 35  | 18  | 13    | 4     | 1   | —   |

### Direktwahl Erste/-r Bürgermeister/-in
| Institut                | Datum      | Peter Tschentscher (SPD) | Katharina Fegebank (Grüne) |
| ----------------------- | ---------- | ------------------------ | -------------------------- |
| Infratest dimap         | 23.02.2020 | 53 %                     | 30 %                       |
| Forschungsgruppe Wahlen | 20.02.2020 | 57 %                     | 27 %                       |
| Forschungsgruppe Wahlen | 14.02.2020 | 54 %                     | 29 %                       |
| Infratest dimap         | 13.02.2020 | 58 %                     | 23 %                       |
| Infratest dimap         | 06.02.2020 | 58 %                     | 24 %                       |
| Infratest dimap         | 09.01.2020 | 50 %                     | 25 %                       |
| Trend Research Hamburg  | 09.01.2020 | 52 %                     | 23 %                       |
| Forsa                   | 06.01.2020 | 45 %                     | 24 %                       |

### Umfragen zur bevorzugten Koalition
Die Prozentzahlen der Trend Research Hamburg sowie der Forsa-Umfrage geben an, welcher Anteil an Befragten die jeweilige zur Auswahl stehende Koalition am meisten wünschen würde. Die fehlenden Werte zu 100 % machten keine Angabe. Die Werte der Umfrage von Infratest dimap geben die Meinung der Befragten wieder, welche der abgefragten Koalitionen sie positiv bewerten (Rest negativ / keine Angabe).
Wunschkoalition
| Institut               | Datum      | SPD Grüne | Grüne SPD | SPD CDU FDP | Grüne CDU FDP | SPD CDU | Grüne CDU | SPD alleine | Grüne alleine |
| ---------------------- | ---------- | --------- | --------- | ----------- | ------------- | ------- | --------- | ----------- | ------------- |
| Trend Research Hamburg | 10.02.2020 | 27 %      | 19 %      | —           | —             | 18 %    | 12 %      | 16 %        | 6 %           |
| Forsa                  | 06.01.2020 | 33 %      | 29 %      | 13 %        | 9 %           | —       | —         | —           | —             |

Positiv
| Institut        | Datum      | SPD Grüne | Grüne SPD | SPD CDU FDP | Grüne CDU FDP | SPD CDU | Grüne CDU |
| --------------- | ---------- | --------- | --------- | ----------- | ------------- | ------- | --------- |
| Infratest dimap | 13.02.2020 | 60 %      | —         | 27 %        | 21 %          | 29 %    | —         |
| Infratest dimap | 23.01.2020 | 55 %      | 40 %      | 28 %        | 23 %          | 31 %    | 30 %      |

## Ergebnis

### Wahlbeteiligung
Insgesamt erhöhte sich die Wahlbeteiligung im Vergleich zur Bürgerschaftswahl 2015 mit 734.142 Wählern, bzw. 56,5 Prozent, auf 831.715 Wähler, bzw. 63,2 Prozent, bei der Bürgerschaftswahl 2020.

### Gesamtergebnis
| Listen                                                                                        | Listen                                                         | Wahlkreisstimmen | Wahlkreisstimmen | Wahlkreisstimmen | Wahlkreisstimmen | Wahlkreisstimmen | Landesstimmen | Landesstimmen | Landesstimmen | Landesstimmen | Landesstimmen | Mandate | Mandate |
| Listen                                                                                        | Listen                                                         | Stimmen          | %                | +/-              | Mandate          | +/-              | Stimmen       | %             | +/-           | Mandate       | +/-           | Anzahl  | +/-     |
| --------------------------------------------------------------------------------------------- | -------------------------------------------------------------- | ---------------- | ---------------- | ---------------- | ---------------- | ---------------- | ------------- | ------------- | ------------- | ------------- | ------------- | ------- | ------- |
|                                                                                               | Sozialdemokratische Partei Deutschlands (SPD)                  | 1.403.351        | 34,9             | −6,1             | 28               | −7               | 1.593.825     | 39,2          | −6,3          | 26            | +3            | 54      | −4      |
|                                                                                               | Bündnis 90/Die Grünen (GRÜNE)                                  | 1.032.826        | 25,7             | +11,0            | 20               | +7               | 981.628       | 24,2          | +11,9         | 13            | +11           | 33      | +18     |
|                                                                                               | Christlich Demokratische Union Deutschlands (CDU)              | 605.273          | 15,1             | −4,6             | 15               | −3               | 453.717       | 11,2          | −4,7          | –             | −2            | 15      | −5      |
|                                                                                               | Die Linke (DIE LINKE)                                          | 446.600          | 11,1             | +1,8             | 7                | +3               | 368.683       | 9,1           | +0,6          | 6             | −1            | 13      | +2      |
|                                                                                               | Alternative für Deutschland (AfD)                              | 217.201          | 5,4              | −0,8             | –                | ±0               | 215.306       | 5,3           | −0,8          | 7             | −1            | 7       | −1      |
|                                                                                               | Freie Demokratische Partei (FDP)                               | 220.031          | 5,5              | −0,8             | 1                | ±0               | 202.059       | 4,97          | −2,5          | –             | −8            | 1       | −8      |
|                                                                                               | Die PARTEI (Die PARTEI)                                        | –                | –                | –                | –                | –                | 56.755        | 1,4           | +0,5          | –             | ±0            | –       | ±0      |
|                                                                                               | Volt Hamburg (Volt)                                            | 25.524           | 0,6              | neu              | –                | –                | 52.361        | 1,3           | neu           | –             | –             | –       | –       |
|                                                                                               | Ökologisch-Demokratische Partei (ÖDP)                          | 25.903           | 0,6              | –                | –                | –                | 27.617        | 0,7           | +0,3          | –             | ±0            | –       | ±0      |
|                                                                                               | Partei Mensch Umwelt Tierschutz (Tierschutzpartei)             | –                | –                | neu              | –                | –                | 27.200        | 0,7           | neu           | –             | –             | –       | –       |
|                                                                                               | Freie Wähler (FREIE WÄHLER)                                    | 16.357           | 0,4              | neu              | –                | –                | 25.023        | 0,6           | neu           | –             | –             | –       | –       |
|                                                                                               | Aktion Partei für Tierschutz – das Original (Tierschutz hier!) | –                | –                | neu              | –                | –                | 21.530        | 0,5           | neu           | –             | –             | –       | –       |
|                                                                                               | Piratenpartei Deutschland (PIRATEN)                            | 17.575           | 0,4              | –                | –                | –                | 20.559        | 0,5           | −1,1          | –             | ±0            | –       | ±0      |
|                                                                                               | Partei der Humanisten (Die Humanisten)                         | –                | –                | neu              | –                | –                | 8.354         | 0,2           | neu           | –             | –             | –       | –       |
|                                                                                               | Partei für Gesundheitsforschung (Gesundheitsforschung)         | –                | –                | neu              | –                | –                | 7.759         | 0,2           | neu           | –             | –             | –       | –       |
|                                                                                               | Demokratie in Bewegung (DiB)                                   | 2.808            | 0,1              | neu              | –                | –                | –             | –             | –             | –             | –             | –       | –       |
|                                                                                               | Menschliche Welt (Menschliche Welt)                            | 1.702            | 0,0              | neu              | –                | –                | –             | –             | –             | –             | –             | –       | –       |
|                                                                                               | Sedat Ayhan (Einzelbewerber)                                   | 1.067            | 0,0              | neu              | –                | –                | –             | –             | –             | –             | –             | –       | –       |
|                                                                                               | Sozialliberale Demokratische Bewegung (SLDP)                   | 653              | 0,0              | neu              | –                | –                | –             | –             | –             | –             | –             | –       | –       |
| Gesamt                                                                                        | Gesamt                                                         | 4.016.871        | 100              |                  | 71               | –                | 4.062.376     | 100           |               | 52            | +2            | 123     | +2      |
|                                                                                               |                                                                |                  |                  |                  |                  |                  |               |               |               |               |               |         |         |
| Gültige Stimmzettel                                                                           | Gültige Stimmzettel                                            | 812.183          | –                | –                |                  |                  | 820.236       | –             | –             |               |               |         |         |
| Ungültige Stimmzettel                                                                         | Ungültige Stimmzettel                                          | 15.389           | 1,9              | −0,8             |                  |                  | 8.737         | 1,1           | −1,7          |               |               |         |         |
| Abgegebene Stimmzettel                                                                        | Abgegebene Stimmzettel                                         | 827.572          | –                | –                |                  |                  | 828.973       | –             | –             |               |               |         |         |
| Nicht abgegebene Stimmzettel                                                                  | Nicht abgegebene Stimmzettel                                   | 1.925            | 0,2              | ±0,0             |                  |                  | 524           | 0,1           | ±0,0          |               |               |         |         |
| Wähler                                                                                        | Wähler                                                         | 829.497          | 63,0             | +6,7             |                  |                  | 829.497       | 63,0          | +6,5          |               |               |         |         |
| Wahlberechtigte                                                                               | Wahlberechtigte                                                | 1.316.691        |                  |                  |                  |                  | 1.316.691     |               |               |               |               |         |         |
|                                                                                               |                                                                |                  |                  |                  |                  |                  |               |               |               |               |               |         |         |
| Quellen: Statistisches Amt für Hamburg und Schleswig-Holstein, Endgültiges Ergebnis – Website |                                                                |                  |                  |                  |                  |                  |               |               |               |               |               |         |         |

### Ergebnisse in den Bezirken und Wahlkreisen

Stimmenstärkste Parteien (Flächenfarben) und Parteizugehörigkeit der gewählten Kandidaten in den Wahlkreisen

Stimmenstärkste Parteien in den Stadtteilen

Die folgenden Ergebnisse beziehen sich auf die Wahlkreislistenstimmen, die entscheidend für die 71 Wahlkreismandate sind. Hinter dem Prozentwerte der jeweiligen Partei ist in Klammern die Anzahl der erreichten Sitze vermerkt.

#### Hamburg-Mitte
In Hamburg-Mitte wurden 10 Mandate über die Wahlkreisstimme vergeben.
| Gebiet                                  | Wahl- berechtigte | Wahl- beteiligung | SPD        | Grüne      | Linke      | CDU        | AfD   | FDP   | Sonst. |
| --------------------------------------- | ----------------- | ----------------- | ---------- | ---------- | ---------- | ---------- | ----- | ----- | ------ |
| Hamburg-Mitte (Bezirk)                  | 181.222           | 53,8 %            | 35,7 % (4) | 24,4 % (3) | 17,5 % (2) | 10,3 % (1) | 6,6 % | 3,7 % | 1,8 %  |
| Hamburg-Mitte (Wahlkreis)               | 94.681            | 59,4 %            | 29,5 % (2) | 30,8 % (2) | 19,0 % (1) | 9,5 %      | 5,2 % | 4,0 % | 2,0 %  |
| Billstedt – Wilhelmsburg – Finkenwerder | 86.541            | 47,7 %            | 44,3 % (2) | 15,3 % (1) | 15,5 % (1) | 11,5 % (1) | 8,5 % | 3,4 % | 1,5 %  |

#### Altona
In Altona wurden 10 Mandate über die Wahlkreisstimme vergeben.
| Gebiet             | Wahl- berechtigte | Wahl- beteiligung | Grüne      | SPD        | Linke      | CDU        | FDP        | AfD   | Sonst. |
| ------------------ | ----------------- | ----------------- | ---------- | ---------- | ---------- | ---------- | ---------- | ----- | ------ |
| Altona (Bezirk)    | 189.687           | 68,5 %            | 29,3 % (3) | 27,4 % (3) | 15,6 % (1) | 13,0 % (2) | 7,0 % (1)  | 3,7 % | 4,0 %  |
| Altona (Wahlkreis) | 98.667            | 70,9 %            | 36,3 % (2) | 22,2 % (1) | 21,8 % (1) | 7,6 % (1)  | 4,4 %      | 2,3 % | 5,4 %  |
| Blankenese         | 91.020            | 65,9 %            | 21,0 % (1) | 33,5 % (2) | 8,2 %      | 19,4 % (1) | 10,2 % (1) | 5,4 % | 2,2 %  |

#### Eimsbüttel
In Eimsbüttel wurden 10 Mandate über die Wahlkreisstimme vergeben.
| Gebiet                                     | Wahl- berechtigte | Wahl beteiligung | SPD        | Grüne      | CDU        | Linke      | FDP   | AfD   | Sonst. |
| ------------------------------------------ | ----------------- | ---------------- | ---------- | ---------- | ---------- | ---------- | ----- | ----- | ------ |
| Eimsbüttel                                 | 194.844           | 69,1 %           | 34,1 % (4) | 31,6 % (3) | 13,5 % (1) | 11,2 % (2) | 5,6 % | 3,9 % | —      |
| Rotherbaum – Harvestehude – Eimsbüttel-Ost | 61.354            | 75,4 %           | 26,2 % (1) | 39,0 % (1) | 11,8 %     | 13,7 % (1) | 7,2 % | 2,1 % | —      |
| Stellingen – Eimsbüttel-West               | 59.843            | 64,0 %           | 33,4 % (1) | 32,6 % (1) | 12,5 %     | 13,0 % (1) | 3,9 % | 4,6 % | —      |
| Lokstedt – Niendorf – Schnelsen            | 73.647            | 68,0 %           | 42,1 % (2) | 22,2 % (1) | 15,9 % (1) | 7,6 %      | 5,5 % | 5,0 % | —      |

#### Hamburg-Nord
In Hamburg-Nord wurden 13 Mandate über die Wahlkreisstimme vergeben.
| Gebiet                                | Wahl- berechtigte | Wahl beteiligung | SPD        | Grüne      | CDU        | Linke      | FDP   | AfD   | Sonst. |
| ------------------------------------- | ----------------- | ---------------- | ---------- | ---------- | ---------- | ---------- | ----- | ----- | ------ |
| Hamburg-Nord                          | 233.584           | 67,2 %           | 32,3 % (5) | 30,5 % (4) | 13,3 % (3) | 10,0 % (1) | 6,1 % | 3,9 % | 3,9 %  |
| Eppendorf – Winterhude                | 69.409            | 73,4 %           | 27,8 % (1) | 32,8 % (2) | 14,9 % (1) | 9,2 %      | 7,4 % | 2,4 % | 2,1 %  |
| Barmbek – Uhlenhorst – Dulsberg       | 92.341            | 64,3 %           | 31,8 % (2) | 29,7 % (1) | 11,0 % (1) | 12,8 % (1) | 6,2 % | 4,1 % | 4,5 %  |
| Fuhlsbüttel – Alsterdorf – Langenhorn | 71.834            | 64,8 %           | 37,9 % (2) | 29,1 % (1) | 14,5 % (1) | 7,2 %      | 4,5 % | 5,5 % | 1,2 %  |

#### Wandsbek
In Wandsbek wurden 17 Mandate über die Wahlkreisstimme vergeben.
| Gebiet                   | Wahl- berechtigte | Wahl beteiligung | SPD        | Grüne      | CDU        | Linke | AfD   | FDP   | Sonst. |
| ------------------------ | ----------------- | ---------------- | ---------- | ---------- | ---------- | ----- | ----- | ----- | ------ |
| Wandsbek (Bezirk)        | 318.363           | 62,7 %           | 41,0 % (8) | 20,1 % (4) | 18,6 % (5) | 7,1 % | 6,6 % | 5,4 % | 1,2 %  |
| Wandsbek (Wahlkreis)     | 79.282            | 56,5 %           | 39,9 % (2) | 22,3 % (1) | 14,1 % (1) | 9,3 % | 7,1 % | 5,2 % | 2,3 %  |
| Bramfeld – Farmsen-Berne | 77.080            | 56,3 %           | 41,8 % (2) | 16,8 % (1) | 18,0 % (1) | 9,2 % | 7,9 % | 3,1 % | 3,3 %  |
| Alstertal – Walddörfer   | 95.475            | 75,4 %           | 39,0 % (2) | 21,4 % (1) | 23,6 % (2) | 4,7 % | 4,6 % | 6,9 % | —      |
| Rahlstedt                | 66.526            | 59,4 %           | 45,1 % (2) | 19,0 % (1) | 15,4 % (1) | 6,7 % | 8,2 % | 5,6 % | —      |

#### Bergedorf
In Bergedorf wurden 5 Mandate über die Wahlkreisstimme vergeben.
| Gebiet    | Wahl- berechtigte | Wahl beteiligung | SPD        | CDU        | Grüne      | Linke     | AfD   | FDP   | Sonst. |
| --------- | ----------------- | ---------------- | ---------- | ---------- | ---------- | --------- | ----- | ----- | ------ |
| Bergedorf | 92.313            | 58,0 %           | 38,0 % (2) | 20,3 % (1) | 16,7 % (1) | 8,0 % (1) | 7,3 % | 4,2 % | 6,5 %  |

#### Harburg
In Harburg wurden 6 Mandate über die Wahlkreisstimme vergeben.
| Gebiet              | Wahl- berechtigte | Wahl beteiligung | SPD        | Grüne      | CDU        | Linke  | AfD   | FDP   | Sonst. |
| ------------------- | ----------------- | ---------------- | ---------- | ---------- | ---------- | ------ | ----- | ----- | ------ |
| Harburg (Bezirk)    | 106.562           | 55,7 %           | 36,0 % (2) | 20,6 % (2) | 18,8 % (2) | 10,2 % | 9,0 % | 4,3 % | 1,2 %  |
| Harburg (Wahlkreis) | 54.972            | 55,4 %           | 34,7 % (1) | 21,7 % (1) | 17,2 % (1) | 11,8 % | 8,3 % | 4,1 % | 2,3 %  |
| Süderelbe           | 51.590            | 60,0 %           | 37,4 % (1) | 19,4 % (1) | 20,4 % (1) | 8,5 %  | 9,7 % | 4,6 % | —      |

## Folgen
| Mögliche Koalition                 | Sitze |
| ---------------------------------- | ----- |
| Sitze gesamt                       | 123   |
| Zweidrittelmehrheit (ab 82 Sitzen) |       |
| SPD und Grüne                      | 087   |
| Absolute Mehrheit (ab 62 Sitzen)   |       |
| SPD und CDU                        | 069   |
| SPD und Linke                      | 067   |

Die SPD kündigte nach der Wahl an, mit den Grünen sowie mit der CDU über mögliche Regierungskoalitionen zu sondieren. Der Spitzenkandidat und bisherige Erste Bürgermeister Peter Tschentscher bezeichnete eine Fortführung der rot-grünen Koalition als „erste Priorität“ zur Bildung einer neuen Landesregierung unter seiner Führung (Senat Tschentscher II), schloss aber zunächst auch Alternativen nicht aus.
Die Grünen-Bürgermeisterkandidatin Katharina Fegebank sprach sich dagegen klar für eine Fortführung der Zusammenarbeit mit der SPD aus. Sie begreife das Ergebnis als eindeutigen Wählerauftrag für Rot-Grün mit starken Grünen. Der Hamburger CDU-Spitzenkandidat Marcus Weinberg bewertete das Ergebnis seiner Partei zwar als enttäuschend, erklärte sich aber ebenfalls zu möglichen Gesprächen über eine Regierungsbildung mit der SPD bereit.
Nach Sondierungsgesprächen sowohl mit den Grünen als auch mit der CDU beschloss der Vorstand der Hamburger SPD am 10. März 2020 die Aufnahme von Koalitionsverhandlungen mit den Grünen. Aufgrund der Corona-Krise wurden die Koalitionsverhandlungen unterbrochen und erst am 23. April fortgesetzt. Am 6. Juni 2020 beschlossen die Parteitagsdelegierten der Hamburger SPD und die der Grünen die Neuauflage ihrer Koalition. Sie stimmten mit großer Mehrheit für den Koalitionsvertrag und die vereinbarte Zusammensetzung des Senats. Am 10. Juni 2020 wurde Peter Tschentscher erneut zum Ersten Bürgermeister gewählt.

## Besonderheiten
- Vor der offiziellen Bekanntgabe des vorläufigen Endergebnisses gab es Unstimmigkeiten in einigen Stimmbezirken, darunter in 43.202 (Langenhorn) wegen Vertauschung der Stimmen von FDP und Grünen, wodurch es in den ersten 24 Stunden nach der Urnenschließung zunächst danach aussah, als würde die FDP als Fraktion in die Bürgerschaft einziehen.[46][47]
- Die Anzahl der ungültigen Stimmzettel verringerte sich deutlich von 2,8 auf 1,2 Prozent im Vergleich zur Bürgerschaftswahl 2015, was auch damit zusammenhing, dass die sogenannte „Heilungsregel“ mit Beschluss der Bürgerschaft vom 25. April 2018 eingeführt wurde und nun erstmals galt. Dabei unterliegen die zunächst als ungültig eingestuften Stimmzettel einer erneuten Überprüfung und sind für gültig zu erklären, wenn dort der Wählerwille klar erkennbar ist.[48] Die Heilungsregel kam überproportional der SPD zugute (30.385 von 49.940 Stimmen). Befürchtungen der FDP, die Heilungsregel könnte ihre Chancen auf den Einzug in die Bürgerschaft schmälern, trafen insofern nicht zu, da sie auch ohne die Heilungsregel den Einzug verfehlt hätte: Anstatt mit 4,97 Prozent (1582 Stimmen oder 317 Wähler, wenn für jeden Wähler fünf Stimmen gezählt werden) hätte sie mit 4,99 Prozent (348 Stimmen oder 70 Wähler) die Fünfprozenthürde verfehlt.
- In der Regel werden 121 Sitze in der Bürgerschaft vergeben, ausschlaggebend für die Sitzverteilung sind die Stimmenanteile bei den Listenstimmen. Weil die FDP aber ein Direktmandat errang, obwohl ihr über die Listenstimmen keine Mandate zustanden, vergrößerte sich die Bürgerschaft auf 122 Sitze. Hinzu kam ein Pattvermeidungssitz, um eine ungerade Sitzzahl zu gewährleisten, womit die Zahl der Sitze auf 123 stieg. Diesen 123. Sitz erhielt die Landesvorsitzende der Partei Die Linke Olga Fritzsche.[49]
- Über die Hälfte der Bürgerschaftsabgeordneten zogen neu in das Parlament ein, 63 Mandate standen 60 gegenüber, die ihren Sitz verteidigen konnten. Die neue Bürgerschaft setzt sich zusammen aus 55 Frauen und 68 Männern in einer Altersbandbreite von 21 bis 70 Jahren.[49]

## Partei- und Fraktionsaustritt nach der Wahl
- Linke: 11
- SPD: 53
- Grüne: 32
- CDU: 16
- AfD: 7
- Sonst.: 4

Nach der Wahl änderte sich die Bürgerschaftszusammensatzung durch Partei- und Fraktionsaustritte. Das Verhältnis Regierung/Opposition ändert sich dabei von 87/36 zu 85/38.
Am 30. November 2020 trat der hamburgische AfD-Abgeordnete Detlef Ehlebracht aus persönlichen Gründen aus Partei und Fraktion aus. Er gehört seither der Bürgerschaft als fraktionsloser Abgeordneter an. Im Oktober 2023 wurde Ehlebracht wieder Mitglied der AfD-Fraktion. Ferner schloss die AfD-Fraktion im Mai 2024 die Abgeordnete Olga Petersen aus, die seit dem fraktionslose Abgeordnete der AfD ist. Ihr wurde kurz vor Ende der Legislaturperiode das Mandat mit einstimmigem Beschluss der hamburgischen Bürgerschaft entzogen.
Am 30. September 2021 trat der hamburgische SPD-Abgeordnete Sami Musa aus der Partei aus. Er blieb zunächst bis zum 20. Oktober 2021 als parteiloses Mitglied in der SPD-Bürgerschaftsfraktion, bevor er sie verließ. Am 17. Januar 2022 trat er in die FDP ein und ist seit dem fraktionsloser Abgeordneter.
Die FDP-Spitzenkandidatin Anna von Treuenfels-Frowein hat bei der Wahl ein Direktmandat gewonnen, saß zunächst alleine und dann mit Sami Musa als fraktionslose Abgeordnete in der hamburgischen Bürgerschaft. Sie trat im Juli 2024 aus der FDP aus und in die CDU ein und trat damit auch der CDU-Fraktion bei.
Die Grünen-Abgeordnete Ivy May Müller trat im September 2024 aus B90/Die Grünen aus und wechselte als parteilose Abgeordnete in die Bürgerschaftsfraktion der Linken.
Am 1. Juli 2024 rückte Martin Dolzer für Stephanie Rose in die Bürgerschaft nach. Martin Dolzer hat 2020 auf Platz 12 der Landesliste der Linken kandidiert, den Einzug verpasst und ist im Januar 2024 aus der Linken ausgetreten. Seit seinem Nachrücken in die Bürgerschaft ist er dort fraktionsloser Abgeordneter. Am 2. November 2023 trat Metin Kaya aus der Partei Die Linke und deren Bürgerschaftsfraktion aus. Er schloss sich Sahra Wagenknechts BSW an. Im Februar 2022 verließ zudem Mehmet Yıldız die Linksfraktion. Er verblieb als fraktionsloser Abgeordneter in der Hamburgischen Bürgerschaft und trat im Januar 2024 auch aus der Partei Die Linke aus.